# Filipe Santo
Filipe Santo (Madalena (São Tomé), 5 de gener de 1959) és un músic santomenc, considerat una referència de la música africana i un dels responsables de la divulgació de la Música de São Tomé i Príncipe arreu del món. Les seves cançons retraten temes diversos com l'amor i la vida quotidiana dels santomencs, la corrupció i la societat en general.
Un dels moments que marcaren la seva carrera fou quan va entrar en la banda local Trópic-Som, el 1985, on va actuar com a guitarrista, compositor i intèrpret. En els anys 1990 es va traslladar a Lisboa, on va formar part del Dúo Camu&Lipe, amb el que participà en diversos programes de televisió en diversos canals portuguesos. Va estrenar la seva discografia el 1995 quan va participar com a compositor i artista invitat a l'àlbum Coração em África de Camucuço & Cª, editat per Discossete.
La seva música era acompanyada per la poetessa Olinda Beja. Va fer el seu primer àlbum, Musa, produït per Equasom en 2002. Després va fer una gira de concerts per Tunísia, Portugal, Alemanya, França, Brasil, Espanya, Suïssa, Itàlia i alguns altres. En 2015 va editar el seu segon disc, Lagaia i plegats cantaren amb altres grans noms de la música africana. Aquest disc va guanyar els premi de millor àlbum al Segon STP Music Awards de 2016.